# مقاطعة تشينانغو (نيويورك)
مقاطعة تشينانغو (بالإنجليزية: Chenango County)‏ هي إحدى المقاطعات في ولاية نيويورك في الولايات المتحدة الأمريكية، في عام 2000 وصل عدد السكان إلى 51401 نسمة.

## مقاطعات قريبة
- ماديسون، نيويورك (شمالا).
- اوستيجو، نيويورك (الشمال الشرقي).
- بروم، نيويورك (الجنوب).
- ديل وير، نيويورك (الجنوب الشرقي).
- كورث لاند، نيويورك (غربا).

## أعلام
- ويليام إي. جونسون
- ناثان سميث ديفيس
- تشارلز هوارد
- جون تريسي